# 117
117（百十七、ひゃくじゅうしち、ひゃくじゅうなな）は自然数、また整数において、116の次で118の前の数である。

## 性質
- 117は合成数であり、約数は1, 3, 9, 13, 39 と 117 である。
  - 約数の和は182。
- 9番目の五角数である。1つ前は92、次は145。
  - 117 = 9 + 10 + 11 + 12 + 13 + 14 + 15 + 16 + 17
  - 五角数がハーシャッド数になる5番目の数である。1つ前は70、次は210。
- 40番目のハーシャッド数である。1つ前は114、次は120。
  - 9を基としたとき12番目のハーシャッド数である。1つ前は108、次は126。
  - 13の倍数では、最小のハーシャッド数である。
- 各位の平方和が51になる最小の数である。次は155。(オンライン整数列大辞典の数列 A003132)
  - 各位の平方和が n になる最小の数である。1つ前の50は17、次の52は46。(オンライン整数列大辞典の数列 A055016)
- 各位の立方和が345になる最小の数である。次は171。(オンライン整数列大辞典の数列 A055012)
  - 各位の立方和が n になる最小の数である。1つ前の344は17、次の346は1117。(オンライン整数列大辞典の数列 A165370)
- 各位の積が7になる4番目の数である。1つ前は71、次は171。(オンライン整数列大辞典の数列 A034054)
- 1/117 = 0.008547… (下線部は循環節で長さは6)
  - 逆数が循環小数になる数で循環節が6になる22番目の数である。1つ前は112、次は126。
- 117 = 9 × σ(9) (ただし σ は約数関数)
  - n = 9 のときの n × σ(n) の値とみたとき1つ前は120、次は180。(オンライン整数列大辞典の数列 A064987)
- 117 = 62 + 92
  - 異なる2つの平方数の和で表せる36番目の数である。1つ前は116、次は122。(オンライン整数列大辞典の数列 A004431)
  - n = 2 のときの 6n + 9n の値とみたとき1つ前は15、次は945。(オンライン整数列大辞典の数列 A074621)
- 117 = 12 + 42 + 102 = 22 + 72 + 82
  - 3つの平方数の和2通りで表せる22番目の数である。1つ前は113、次は118。(オンライン整数列大辞典の数列 A025322)
  - 異なる3つの平方数の和2通りで表せる11番目の数である。1つ前は105、次は122。(オンライン整数列大辞典の数列 A025340)
  - 117 = 22 + 72 + 82
    - n = 2 のときの 2n + 7n + 8n の値とみたとき1つ前は17、次は863。(オンライン整数列大辞典の数列 A074544)
- 117 = 32 × 13
  - n = 2 のときの 13 × 3n の値とみたとき1つ前は39、次は351。(オンライン整数列大辞典の数列 A258597)
  - 2つの異なる素因数の積で p2 × q の形で表せる17番目の数である。1つ前は116、次は124。(オンライン整数列大辞典の数列 A054753)
- 10乗した数の各位の和が元の数になる最大の数である。1つ前は106。
  - n = 10 のときの n 乗した数の各位の和が元の数になる最大の数とみたとき1つ前の9乗は81、次の11乗は108。(オンライン整数列大辞典の数列 A046000)
- 17の約数 1,17 を昇順に並べた数である。n の約数を昇順に並べた数とみたとき1つ前の16は124816、次の18は1236918。(オンライン整数列大辞典の数列 A037278)
- 117 = 34 + 33 + 32
  - n = 3 のときの n4 + n3 + n2 の値とみたとき1つ前は28、次は336。(オンライン整数列大辞典の数列 A100019)
- 117 = 112 − 4
  - n = 11 のときの n2 − 4 の値とみたとき1つ前は96、次は140。(オンライン整数列大辞典の数列 A028347)
  - 117 = 112 − (1 + 2 + 1)
    - n = 11 のときの n2 とその各位の和との差とみたとき1つ前は99、次は135。(オンライン整数列大辞典の数列 A224977)

## その他 117 に関連すること
- 西暦117年
- 紀元前117年
- 年始から数えて117日目は4月27日、閏年は4月26日。
- 原子番号117の元素はテネシン (Ts) 。
- 第117代ローマ教皇はベネディクトゥス4世（在位：900年5月〈6月説もある〉〜903年8月）である。
- 自動車の開発コード
  - いすゞ自動車が1966年の東京モーターショーに出品したモデル。
    - 117サルーン - 後のフローリアン
    - 117スポーツ - 後の117クーペ

  - マセラティが1968年のパリサロンに出品したプロトタイプ。
    - Tipo 117 - 後のボーラ
- UCC上島珈琲におけるコーヒーのブレンド番号及びその商品名。
- UFC 117
- RD-117
- F-117 (航空機)
- BK117 (航空機)
- STS-117
- クリーモフ TV3-117
- クリーモフ TV7-117
- トレイン117
- AN/FPS-117
- 『OSS 117 私を愛したカフェオーレ』は、フランスのスパイ・パロディ映画。
- 国鉄117系電車･･･私鉄路線に対抗するため関西・中京地域に投入された近郊形電車。
- 日本の電話（NTT東日本･NTT西日本）の時報は117番である。
- 金星の自転周期は5832時間で、地球のおよそ117日分に相当する。
- マスターチーフ・ペティオフィサー ジョン117（Master Chief Petty Officer John-117）
- 117 × 10−2 = 1.17 は {\displaystyle {\sqrt[{3}]{\varphi }}} の近似値である。(ただしφは黄金比)(オンライン整数列大辞典の数列 A139340)
- 1995年1月17日に発生した阪神・淡路大震災のMMDDである。
- 国際連合安全保障理事会決議117